# Kūh-e Sūrākh Gāv
Kūh-e Sūrākh Gāv (persiska: کوه سوراخ گاو) är ett berg i Iran.   Det ligger i provinsen Markazi, i den centrala delen av landet, 200 km sydväst om huvudstaden Teheran. Toppen på Kūh-e Sūrākh Gāv är 2 301 meter över havet, eller 547 meter över den omgivande terrängen. Bredden vid basen är 7,7 km.
Terrängen runt Kūh-e Sūrākh Gāv är huvudsakligen kuperad, men åt sydväst är den platt.Runt Kūh-e Sūrākh Gāv är det ganska glesbefolkat, med 25 invånare per kvadratkilometer. Närmaste större samhälle är Do Dehak, 14,0 km öster om Kūh-e Sūrākh Gāv. Trakten runt Kūh-e Sūrākh Gāv består i huvudsak av gräsmarker.